# Petrorhagia cretica
Petrorhagia cretica är en nejlikväxtart som först beskrevs av Carl von Linné, och fick sitt nu gällande namn av Peter William Ball och Heywood. Petrorhagia cretica ingår i släktet klippnejlikor, och familjen nejlikväxter. Inga underarter finns listade i Catalogue of Life.